# Hypolycaena renidens
Hypolycaena renidens är en fjärilsart som beskrevs av Paul Mabille 1884. Hypolycaena renidens ingår i släktet Hypolycaena och familjen juvelvingar. Inga underarter finns listade i Catalogue of Life.